# Egypte op de Olympische Zomerspelen 1956
Egypte nam gedeeltelijk deel aan de Olympische Zomerspelen 1956. Egypte was met drie ruiters aanwezig op de onderdelen paardensport die in het Zweedse Stockholm werden gehouden, maar boycotte het hoofdtoernooi dat enkele maanden later in Melbourne, Australië werd gehouden. De boycot was het gevolg van de Britse en Franse betrokkenheid in de Suezcrisis.

## Deelnemers en resultaten

### Paardensport
| Olympiër           | Discipline     | Resultaat      | Prestatie                                                                                       |
| Springconcours     | Springconcours | Springconcours | Springconcours                                                                                  |
| ------------------ | -------------- | -------------- | ----------------------------------------------------------------------------------------------- |
| Omar El-Hadary     | individueel    | DNF            | 1ste ronde: 48ste met 88,50 strafpunten 2de ronde: niet gefinisht                               |
| Gamal Haress       | individueel    | 21e            | 1ste ronde: 20ste met 20 strafpunten 2de ronde: 21ste met 20 strafpunten totaal: 40 strafpunten |
| Mohamed Selim Zaki | individueel    | 9e             | 1ste ronde: 12de met 16 strafpunten 2de ronde: 5de met 4 strafpunten totaal: 20 strafpunten     |
| Omar El-Hadary     | team           | DNF            | 1ste ronde: 12de met 124,5 strafpunten 2de ronde: niet gefinisht                                |

Afghanistan · Argentinië · Australië · Bahama's · België · Bermuda · Birma · Brazilië · Brits-Guiana · Bulgarije · Cambodja* · Canada · Ceylon · Chili · Colombia · Cuba · Denemarken · Duits eenheidsteam · Egypte* · Ethiopië · Fiji · Filipijnen · Finland · Frankrijk · Griekenland · Groot-Brittannië · Hongarije · Hongkong · Ierland · IJsland · India · Indonesië · Iran · Israël · Italië · Jamaica · Japan · Joegoslavië · Kenia · Liberia · Luxemburg · Malakka · Mexico · Nederland* · Nieuw-Zeeland · Nigeria · Noord-Borneo · Noorwegen · Oeganda · Oostenrijk · Pakistan · Peru · Polen · Portugal · Puerto Rico · Roemenië · Singapore · Sovjet-Unie · Spanje* · Taiwan · Thailand · Trinidad en Tobago · Tsjecho-Slowakije · Turkije · Uruguay · Venezuela · Verenigde Staten · Vietnam · Zuid-Afrika · Zuid-Korea · Zweden · Zwitserland*

*alleen deelgenomen in Stockholm